# 433 (szám)
A 433 (római számmal: CDXXXIII) egy természetes szám, prímszám.

## A szám a matematikában
A tízes számrendszerbeli 433-as a kettes számrendszerben 110110001, a nyolcas számrendszerben 661, a tizenhatos számrendszerben 1B1 alakban írható fel.
A 433 páratlan szám, prímszám. Normálalakban a 4,33 · 102 szorzattal írható fel.
Csillagprím. Második típusú köbös prím.
A 433 négyzete 187 489, köbe 81 182 737, négyzetgyöke 20,80865, köbgyöke 7,56535, reciproka 0,0023095. A 433 egység sugarú kör kerülete 2720,61924 egység, területe 589 014,06503 területegység; a 433 egység sugarú gömb térfogata 340 057 453,5 térfogategység.
A 433 helyen az Euler-függvény helyettesítési értéke 432, a Möbius-függvényé −1.